# حافظ حسن بن شجاع تونی
حافظ حسن بن شجاع تونی معروف به حافظ تونی  از ستاره شناسان قرن هشتم و نهم (ه.ق) است .
او در شهر تون دیده به جهان گشود.
وی صاحب کتاب دلیل المنجمین در حوزه ستاره شناسی است.

در فهرست نسخه های خطی کتابخانه آیت‌الله مرعشی چنین نوشته شده است:
این کتاب (دلیل المنجمین) گفته های کوتاهی است در حساب تقاویم و اعمال موالید و ضعف و قوت کواکب که به در خواست بعضی از اخوان و با جداولی چند مناسب موضوعات نگاشته شده است.